# Kent (Waszyngton)
Kent – miasto w Stanach Zjednoczonych, w stanie Waszyngton, w hrabstwie King.